# Capitol Center (South Carolina)
Das Capitol Center ist ein Wolkenkratzer in Columbia, South Carolina. Mit 106 Metern (349 ft) ist es das höchste Gebäude in Columbia und ganz South Carolina. In dem Gebäude befinden sich etwa 400 Büros, in denen täglich etwa 2000 Personen arbeiten. Es besitzt 25 Stockwerke und wird innerhalb South Carolinas vom Prysmian Copper Wire Tower in Abbeville als höchste Struktur überboten. Die Arbeiten begannen im Juni 1985 mit dem Abriss des Wade Hampton Hotel. Die Fassade besteht aus doppelseitigem Glas und horizontaler Aluminium-Verkleidung. Es wurde im Jahre 1987 im Zuge des „Highrise Booms“ unter dem Namen AT&T Building fertiggestellt. Bis heute besaßen außerdem Affinity und die South Trust Bank die Rechte an dem Namen. Im Jahre 1986 diente das noch unfertige Gebäude, das zum Teil vom Staate South Carolina finanziert wurde, dem Gouverneurs-Wahlkampf von Carroll A. Campbell als Beispiel für überhohe, staatliche Investitionen.
Der Turm bietet 43.000 m² an Büroflächen, von denen die meisten an den Staat sowie örtliche Anwaltskanzleien vermietet sind. Verbunden mit dem Turm ist ein 7-stöckige Parkgarage, die mehr als 1000 Parkplätze zur Verfügung stellt. Auf dem obersten Stockwerk findet sich außerdem der „The Capital City Club“.